# Verdaderos Kreyentes de la Religión del Hip Hop
Verdaderos Kreyentes de la Religión del Hip Hop (VKR) es un grupo de hip hop español de Torrejón de Ardoz, Madrid, compuesto por FJ Ramos (MC y productor), Kultama (MC), Poison (MC), Sr. Tcee (MC y productor) y Zarman (MC y productor). Sr. Tcee y Kultama son hermanos de Frank-T, antiguo miembro de El Club de los Poetas Violentos.

## Biografía
VKR es uno de los grupos pioneros del hip hop español. Torrejón de Ardoz, a las afueras de la ciudad de Madrid, está considerado de modo generalizado como el punto donde el género aparece por vez primera y comienza a desarrollarse en España hacia finales de los años 1980. Gracias a la presencia de una base aérea estadounidense en esta ciudad, numerosos jóvenes locales tomaron contacto con el estilo de música y la cultura del hip hop, importada por los militares destinados allí.
En este contexto, a comienzos de los años 1980, Sr. Tcee, Poison y FJ Ramos crean el grupo We Solos. A principios de los noventa, Kultama forma junto a Zarman el grupo Power Posse, que en 1992 cambiaría de nombre al de No Name. Ambas formaciones se unen en 1993, dando lugar al grupos Verdaderos Kreyentes de la Religión del Hip Hop, más conocido por sus siglas VKR. A partir de su relación con el grupo Club de los Poetas Violentos lograrán publicar en 1996 un álbum en el sello Zona Bruta, titulado "Más Ke Dificultad". En 1998 publican el álbum "Hasta la Viktoria", uno de sus trabajos más conocidos.
Durante varios años continúan una carrera en solitario, pero los integrantes del grupo se reúnen en 2001. Desde entonces han publicado varios discos, alguno en discográficas internacionales como Universal Music.

## Discografía
La discografía de VKR la conforman los siguientes trabajos:
- "Más ke difikultad" (LP) (Zona Bruta, 1996)
- "Mentes revolucionarias" (Maxi) (Zona Bruta, 1997)
- "Hasta la Viktoria" (LP) (Zona Bruta, 1998)
- "Kreyentes" (Maxi) (Zona Bruta, 2001)
- "En las calles" (LP) (Zona Bruta, 2001)
- "Entrenaos" (LP) (Universal, 2004)
- "Grandes" (LP) (BoaCor, 2010)

## Colaboraciones
- El Chojin "Mi turno" (1999)
- Zénit "Nos recordarán"(Producto Infinito) (2004)
- Artes 1/29 "Capítulo 2" (2006)
- Violadores del Verso "Salud y virtud" (En las calles)
- Mc Randy ""Pura vida" (2012)